# Élections législatives de 2019 à Montserrat
Les élections législatives de 2019 à Montserrat ont lieu le 18 novembre 2019 afin d'élire 9 des 11 députés de l'assemblée de Montserrat, un Territoire britannique d'outre-mer.
Le scrutin conduit à une alternance : le Mouvement démocratique populaire perd quatre sièges, principalement en faveur du Mouvement pour le changement et la prospérité  mené par Easton Taylor-Farrell. Ce dernier remporte la majorité absolue des sièges élus à l'assemblée malgré la dispersion des voix entre les différents partis d'opposition au cours d'un scrutin marqué par un nombre record de candidatures. Le premier ministre sortant Donaldson Romeo conserve son siège en tant que candidat indépendant à la suite d'un vote de censure interne au parti un mois avant les élections. Easton Taylor-Farrell lui succède au poste de Premier ministre de Montserrat.

## Contexte

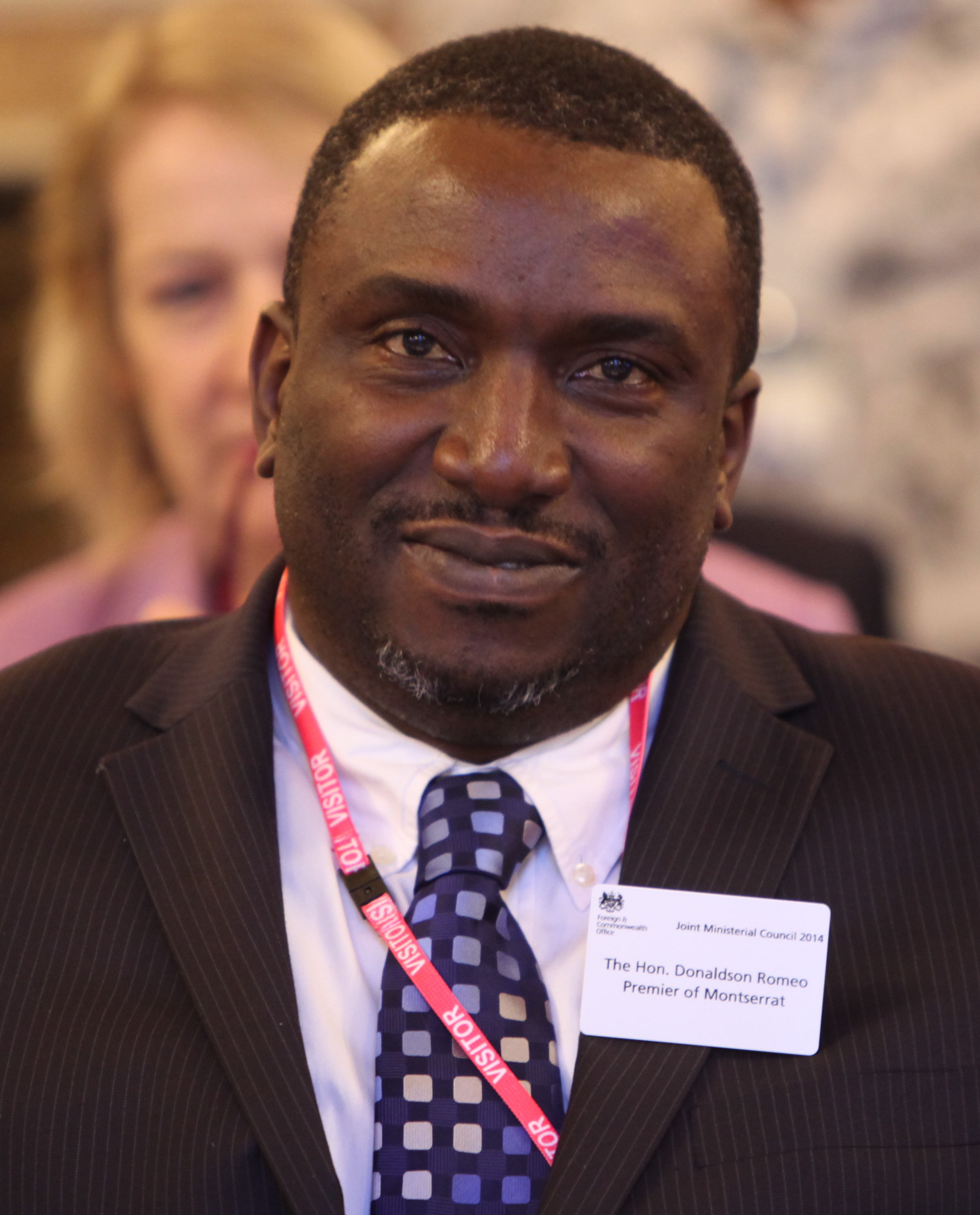
Donaldson Romeo

Les élections précédentes en 2014 donnent lieu à une alternance avec la victoire du nouvellement créé Mouvement démocratique populaire (PDM) sur le Mouvement pour le changement et la prospérité, au pouvoir, ce qui permet à Donaldson Romeo de remplacer Reuben Meade au poste de Premier ministre. Le PDM dispose alors d'une confortable majorité de sept sièges sur les neuf directement élus.
Romeo fait cependant face à des difficultés internes au cours de son mandat. Une fronde de députés du PDM conduit ainsi deux d'entre eux à quitter le parti pour rejoindre l'opposition. Les dissension l'amènent également à renvoyer le ministre de l'agriculture Claude Hogan, qui conserve néanmoins son étiquette du parti. Le premier ministre ne dispose alors plus que d'une fragile majorité d'un seul siège, lorsqu'Hogan laisse entendre en octobre 2018 qu'il ne voterait pas la confiance au gouvernement si une motion de censure devait être déposé contre le gouvernement de Donaldson Romeo. La chute attendue du gouvernement est cependant évitée, Hogan persuadant finalement l'opposition de ne pas déposer une telle motion à un an des élections. La date exacte de ces dernières est fixée au 18 novembre par le premier ministre. Celui ci est remplacé par Paul Lewis à la tête du PDM par un vote interne de la direction du parti organisé le 9 octobre. Donaldson Romeo décide alors de se présenter en candidat indépendant,.

## Mode de scrutin
L'assemblée législative est composée d'un total de onze membres, dont neuf élus au scrutin direct pour cinq ans et deux membres dits ex officio. Les membres élus le sont au scrutin majoritaire plurinominal dans une unique circonscription électorale, les électeurs disposant d'autant de voix que de sièges à pourvoir. Le procureur général ainsi que le secrétaire des finances sont quant à eux membres de droit.

## Campagne
Un record de 35 candidats sont en lice pour les neuf sièges à pourvoir. Le Mouvement pour le changement et la prospérité (MCAP) est cependant le seul parti à présenter autant de candidats que de sièges à pourvoir. Les autres partis restreignent quant à eux le nombre de leurs candidats afin d'éviter une dispersion des voix, anticipant des résultats peu élevés. Le Mouvement démocratique populaire en présente ainsi sept, le Parti travailliste uni de Montserrat cinq et le Congrès national de Montserrat trois. Les onze candidats restants se présentent sans étiquette, dont Donaldson Romeo.

## Résultats
Chaque électeur étant doté d'autant de voix que de sièges à pourvoir, le total des voix est largement supérieur au nombre de votants.
|                           |                                               |                    |                    |                    |        |               |  |
| Parti                     | Parti                                         | Voix               | %                  | +/-                | Sièges | +/-           |  |
|                           | Mouvement pour le changement et la prospérité | 8 511              | 42,66              | 7,30               | 5      | 3             |  |
|                           | Mouvement démocratique populaire              | 5 969              | 29,92              | 20,10              | 3      | 4             |  |
|                           | Parti travailliste uni de Montserrat          | 1 227              | 6,15               | Nv                 | 0      | en stagnation |  |
|                           | Congrès national de Montserrat                | 828                | 4,15               | Nv                 | 0      | en stagnation |  |
|                           | Indépendants                                  | 3 414              | 17,11              | 6,66               | 1      | 1             |  |
|                           | Membres ex officio                            | Membres ex officio | Membres ex officio | Membres ex officio | 2      | en stagnation |  |
| Total des voix            | Total des voix                                | 19 949             | 100                |                    |        |               |  |
|                           |                                               |                    |                    |                    |        |               |  |
| Votes valides             | Votes valides                                 | 2 403              | 99,63              |                    |        |               |  |
| Votes blancs et invalides | Votes blancs et invalides                     | 9                  | 0,37               |                    |        |               |  |
| Total                     | Total                                         | 2 412              | 100                | –                  | 11     | en stagnation |  |
| Abstentions               | Abstentions                                   | 1 446              | 37,48              |                    |        |               |  |
| Inscrits / participation  | Inscrits / participation                      | 3 858              | 62,52              |                    |        |               |  |

## Analyse et conséquences

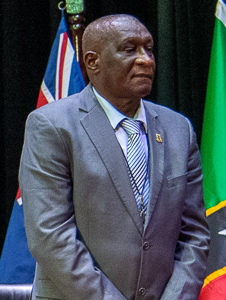
Easton Taylor-Farrell

Le Mouvement démocratique populaire (PDM) subit un fort recul avec la perte de plus de la moitié de ses sièges, au profit du Mouvement pour le changement et la prospérité (MCAP) qui remporte la majorité absolue. Les deux autres partis d'opposition ne parviennent pas à faire leur entrée à l'assemblée, tandis que le premier ministre sortant Donaldson Romeo réussit son pari en étant élu indépendant. Le dirigeant du MCAP Easton Taylor-Farrell lui succède au poste de premier ministre dès le lendemain du scrutin.